# カフェ☆レーサー
カフェ☆レーサーは、2001年2月21日にリリースされたhàlの9thシングル。CDコードはVICL-35191。

## 解説
後にリリースされるhàlの4thアルバム『ブルー』からの先行シングルとなっている。タイトル曲はTBS系『ウラまるカフェ』のエンディング・テーマに起用された。C/Wの2曲は共にアルバム未収録となっている。

## 収録曲
1. カフェ☆レーサー
  - 作詞・作曲：hàl／編曲：上田ケンジ
2. 一人っ子
  - 作詞・作曲：hàl／編曲：上田ケンジ
3. HONEY KISS
  - 作詞・作曲・編曲：hàl